# Sliedrecht Sport
Maillots
Sliedrecht Sport est un club néerlandais de volley-ball fondé en 1956 et basé à Sliedrecht qui évolue pour la saison 2020-2021 en Eredivisie dames.

## Palmarès
- Championnat des Pays-Bas
  - Vainqueur : 2012, 2013, 2017[2]2018[3]2019[4]
  - Finaliste : 2014.
- Coupe des Pays-Bas
  - Vainqueur : 2012, 2015[5]2018[6]2019[7]2020[8]
  - Finaliste : 2001, 2008, 2017.
- Supercoupe des Pays-Bas
  - Vainqueur : 2013, 2017[9]2018[10]2019[11]2020[12]
  - Finaliste : 2001, 2008, 2012, 2015.

## Historique des logos

Logo jusqu'en 2014
Logo depuis 2014

## Effectifs

### Saison 2020-2021
| No                                     | Nom                                   | Date de naissance                     | Taille                         | Poids                          | Poste                          |
| -------------------------------------- | ------------------------------------- | ------------------------------------- | ------------------------------ | ------------------------------ | ------------------------------ |
| 1                                      | Christie Wolt                         | 5 mai 1998                            | 180                            | 60                             | Réceptionneuse-attaquante      |
| 2                                      | Pascalle Cnossen                      | 10 août 2001                          | 186                            | 60                             | Centrale                       |
| 3                                      | Juul Knapen                           | 4 août 1998                           | 187                            | 73                             | Attaquante                     |
| 4                                      | Jolijn de Haan                        | 3 octobre 2002                        | 183                            | 68                             | Centrale                       |
| 5                                      | Emma Rekar                            | 17 mai 1998                           | 174                            |                                | Libero                         |
| 6                                      | Fleur Savelkoel                       | 22 août 1995                          | 184                            | 77                             | Réceptionneuse-attaquante      |
| 7                                      | Rochelle Wopereis                     | 28 septembre 1994                     | 187                            | 74                             | Passeuse                       |
| 8                                      | Julia Joosten                         | 29 janvier 2001                       | 183                            |                                | Réceptionneuse-attaquante      |
| 9                                      | Maureen van der Woude                 | 26 mai 2000                           | 188                            |                                | Centrale                       |
| 10                                     | Carlijn Jans                          | 24 juillet 1987                       | 193                            | 78                             | Centrale                       |
| 11                                     | Ana Rekar                             | 19 janvier 1995                       | 173                            | 60                             | Passeuse                       |
| 12                                     | Denise de Kant                        | 27 juillet 1997                       | 190                            | 69                             | Centrale                       |
|                                        |                                       |                                       |                                |                                |                                |
| Encadrement technique                  | Encadrement technique                 |                                       | Légende                        | Légende                        | Légende                        |
| Entraîneur : Vera Koenen               | Entraîneur : Vera Koenen              | Entraîneur : Vera Koenen              | : Capitaine                    | : Capitaine                    | : Capitaine                    |
| Entraîneur(s) adjoint(s) : Mark Roper  | Entraîneur(s) adjoint(s) : Mark Roper | Entraîneur(s) adjoint(s) : Mark Roper | : Joueuse blessée actuellement | : Joueuse blessée actuellement | : Joueuse blessée actuellement |
| Manager général : Carel van Rijsbergen |                                       |                                       |                                |                                |                                |